# Scinax castroviejoi
A Scinax castroviejoi a kétéltűek (Amphibia) osztályának békák (Anura) rendjébe és a levelibéka-félék (Hylidae) családjába tartozó faj.

## Előfordulása
A faj Bolíviában és valószínűleg Argentínában él. Természetes élőhelye a szubtrópusi vagy trópusi száraz erdők, szubtrópusi vagy trópusi nedves hegyvidéki erdők, édesvizű tavak, édesvizű mocsarak, időszakos édesvizű mocsarak, pocsolyák. A fajt élőhelyének elvesztése fenyegeti.